# Cime du Lombard
Ne doit pas être confondu avec Cime de la Lombarde.
La cime du Lombard est un sommet frontalier entre la France et l'Italie. Sa partie française est située dans le haut Boréon, sur la commune de Saint-Martin-Vésubie, dans le département des Alpes-Maritimes.

## Toponymie
Le nom de ce sommet fait référence à un vent venant de l'est, la lombarde.

## Géographie
Le cime du Lombard se trouve sur la crête frontière, entre la France et l'Italie, au sud-est des caïres de Cougourde, et au nord de la tête de Trecolpas. Au nord de la cime du Lombard, à proximité immédiate, se trouve l'aiguille nord du Lombard (2 821 m), séparée de la cime par la brèche du Lombard. Le versant français de la cime du Lombard fait partie du parc national du Mercantour, et son versant italien fait partie du parc naturel des Alpes maritimes. D'un point de vue géologique, la cime du Lombard est constituée d'anatexites.

## Histoire
La première ascension documentée a été effectuée par E. et L. Maubert et L. Barel, le 16 juin 1897, par un itinéraire inconnu.

## Accès
La voie normale démarre du refuge de la Cougourde. L'itinéraire descend au sud-est vers le lac de Trecolpas, pour remonter après le lac, au nord-est, dans la combe de Trecolpas. L'itinéraire s'engage ensuite dans un couloir pierreux, puis emprunte le versant est de l'arête sud jusqu'au sommet.

### Cartographie
- Carte 3741OT au 1/25 000 de l'IGN : « Vallée de la Vésubie - Parc national du Mercantour »